# Erik Steinbrecher
Erik Steinbrecher (* 1963 in Basel) ist ein Schweizer Künstler.

## Leben und Wirken
Steinbrecher studierte Kunst und Geschichte in Basel und Architektur in Zürich. 2006 war er Gastprofessor an der Hochschule für bildende Künste in Hamburg. Seit 2008 lehrte er an der Zürcher Hochschule der Künste und lebt in Berlin.
Steinbrecher arbeitet in einem interdisziplinären Format, in erster Linie mit Plastiken, architektonischen Interventionen, Installationen, Fotografie und Video, sowie Künstlerbücher. Seine Praxis basiert auf einer konzeptionellen und zugleich persönlichen und formalen Herangehensweise. Seine Drucksachen sind stets eigenständige Kunstwerke, nicht Reproduktionen von Kunstwerken oder Bücher über Kunst. 
Der Künstler war Teilnehmer an der documenta X 1997. 
Steinbrecher ist Vater von zwei Kindern.

## Ausstellungen (Auswahl)
- 1998: Galerie Barbara Weiss, Berlin
- 1998: Kunstraum Walcheturm, Zürich
- 2000: Kunst-Werke Berlin – KW Institute for Contemporary Art, Berlin
- 2000: Musée jurassien des Arts, Moutier
- 2001: Kunstverein Freiburg, Freiburg
- 2001: Couch Park – MoMA PS1, New York, NY
- 2003: Kunsthaus CentrePasquArt – Centre d’Art, Biel/Bienne
- 2004: Politik oder Porno – Kunsthalle Wien
- 2005: Minimalist Kitsch & Visionäre Sammlung Vol. 1 – Haus Konstruktiv, Stiftung für konstruktive und konkrete Kunst, Zürich
- 2005, 2011, 2020: Stampa, Basel
- 2006: Minimalist Kitsch – Villa Merkel & Bahnwärterhaus, Esslingen
- 2012: Über alles – Kunstbibliothek – Staatliche Museen zu Berlin
- 2014: Books & Prints – Grafische Sammlung – ETH Zürich
- 2017: Galerie Zwinger, Berlin
- 2019: Erik Steinbrecher zur Kasse bitte – Zentrum für Künstlerpublikationen / Weserburg Museum für Moderne Kunst Bremen

## Publikationen (Auswahl)
- Prospekte – Ansichten wider den Eigensinn, Edition Akademie Schloss Solitude, 1995, ISBN 3-929085-24-0
- Couch, Merian, Basel 2000, ISBN 3-85616-123-6
- Ed. 06/11/37/89 Hotel Angst Christoph Marthaler, Schauspielhaus Zürich, 2000
- Baumann, Verlag Christoph Merian, Basel 2001, ISBN 3-85616-147-3
- Gras. Edition Patrick Frey, Zürich 2001, ISBN 978-3-905509-44-1
- Arabesque à gogo. Ringier, Genève 2003, ISBN 2-940271-27-5
- Karawane Karawane, Revolver Archiv für aktuelle Kunst, Frankfurt a. M. 2004, ISBN 978-3-937577-92-0
- Politik oder Porno, König, Köln 2004, ISBN 978-3-88375-840-4
- Belagerung Bartleby, Revolver Archiv für aktuelle Kunst, Frankfurt a. M. 2004, ISBN 978-3-86588-252-3
- ... unterm Kakibaum, Revolver Archiv für aktuelle Kunst, Frankfurt a. M. 2005, ISBN 978-3-86588-160-1
- Minimalist Kitsch, JRP|Ringier, Zürich 2006, ISBN 978-3-905701-77-7
- Superfundi, JRP|Ringier, Zürich 2006, ISBN 978-3-905770-69-8
- Stubborn Statue, Tomas Kadlcik, Erik Steinbrecher und Keystone, Kodoji Press, Baden 2006, ISBN 3-03747-003-8
- Hallo Heimo. Bookhorse, Zürich 2008, ISBN 978-3-9523391-0-7
- Knacki, Merian Verlag, Basel 2008. ISBN 978-3-85616-398-3
- Buy Buy, Bookhorse, Zürich und argobooks, Berlin 2008, ISBN 978-3-9523391-1-4
- Hippie, Rollopress und Bookhorse, Zürich 2008, ISBN 978-3-9523391-2-1
- Wind in Athens, argobooks, Berlin 2009, ISBN 978-3-941560-12-3
- Hippie (Revised), Bookhorse, Zürich 2009, ISBN 978-3-9523391-2-1
- Ital Thai Chinese and Paint. Erik Steinbrecher und Zuni Halpern, Nieves, Zürich 2009, ISBN 978-3-905714-73-9
- Starker Tobak, Argobooks, Berlin 2010, ISBN 978-3-941560-58-1
- Möhren in Athen, Nieves, Zürich 2010, ISBN 978-3-905714-83-8
- Schluss mit Öko, an end to eco, Argobooks, Berlin 2010, ISBN 978-3-941560-69-7
- STURM, Kodoji Press, Baden 2010, ISBN 978-3-03747-010-7
- HOT DOG WARM BLUE, Erik Steinbrecher mit Elena Habicher, rakete.co, Berlin 2011
- CANDY MAN, argobooks, Berlin 2011, ISBN 978-3-942700-14-6
- HALLI GALLI, Nieves, Zürich 2011, ISBN 978-3-905714-90-6
- ORAKULA I + II, Kunstmuseum Liechtenstein Vaduz, 2011
- TROUBLE MIT DER ANIMA, Kodoji Press, Baden 2012, ISBN 978-3-03747-026-8
- Frisürchen, Kodoji Press, Baden 2012, ISBN 978-3-03747-027-5
- Uber alles, rakete.co, Berlin 2012, ISBN 978-3-88609-732-6
- Konkret, bookhorse, Zürich 2014, ISBN 978-3-9523391-6-9
- Ernst Thälmann, argobooks, Berlin 2014, ISBN 978-3-942700-59-7
- Mondfotografie, Edition Patrick Frey, Zürich 2014, ISBN 978-3-905929-51-5
- HITS, JRP Ringier, Zürich 2015, ISBN 978-3-03764-394-5
- YOU AND ME AND EVERYBODY, mottobooks und rakete.co, Berlin 2016, ISBN 978-2-940524-40-2
- DREAMS FIRST, mottobooks und rakete.co, Berlin 2016, ISBN 978-2-940524-45-7
- METALSTIL, Vexer Verlag, St. Gallen Berlin 2018, ISBN 978-3-909090-95-2
- Lago Mio, Edition Taube, München/Zürich 2018, ISBN 978-3-945900-16-1
- Ausmalbuch, Nieves, Zürich 2019, ISBN 978-3-907179-06-2
- Schmierpapier, Merve, Leipzig 2020, ISBN 978-3-96273-040-6